# Der Frauenmarder
Der Frauenmarder ist ein 1924 entstandenes deutsches Stummfilmkriminaldrama von Adolf Wenter mit Stella Harf und Ludwig Trautmann in den Hauptrollen. Der Krimi- und Drehbuchautor Reinhold Eichacker schrieb sich die Rolle des ermittelnden Detektivs Mac Derby auf den Leib.

## Handlung
Die Geschichte spielt in Mädchenhändlerkreisen, einem beliebten Thema des frühen deutschen Stummfilms. Die bekannte Sängerin Elena Corda hat sich das Leben genommen, mutmaßlich, um sich aus den Fängen von Mädchenhändlern zu befreien. Privatdetektiv Mac Derby wird damit beauftragt, diesen Fall zu klären. Mac ist mit Fritz Hertel befreundet, dessen Schwester Lo er bei einem Violinkonzert des Musikvirtuosen Elmasco kennenlernt. Lo ist von den Künsten Elmascos hingerissen und sucht ihn nach dem Konzert auf. Dabei spricht er eine Einladung an sie aus. Da Lo plötzlich verschwindet, bittet Fritz Mac um Hilfe. Detektiv Derby muss einige Schwierigkeiten überwinden, ehe er dem Musikus auf die Spur kommt. Bald erscheint Elmasco als der Kopf jenes ominösen Mädchenhändlerrings.
Ehe Mac Derby jedoch durchgreifen kann, wird er überwältigt. Man plant, ihn mit elektrischem Strom zu ermorden. Mit einer List kann er seinen eigenen schrecklichen Tod vereiteln und mit Hilfe der Polizei die Frauenmarder (wie hier die Mädchenhändler genannt werden) verhaften lassen. Auch die gekidnappten Mädchen, die bereits in die Fänge der Schurken geraten sind, werden befreit. Lediglich Lo Hertel bleibt verschwunden, der flüchtige Elmasco hat sie, die sich seinen Liebeswerbungen bislang standhaft erwehrt hatte, als Faustpfand weggesperrt. Lo darbt hinter einer verborgen gehaltenen, gepanzerten Tür und droht, sprichwörtlich zu verhungern. Durch eine List gelingt es der Polizei, Elmasco zur Öffnung jener Tür zu bewegen, sodass Lo wieder frei kommt.

## Produktionsnotizen
Der Frauenmarder entstand in der zweiten Jahreshälfte 1924, passierte die Filmzensur am 30. Januar 1925 und wurde im Mai desselben Jahres uraufgeführt. Der mit Jugendverbot belegte Sechsakter besaß eine Länge von 2023, 5 Meter. In Österreich konnte man den Streifen erst 1929 sehen.
Für den einstigen Star Ludwig Trautmann endete nach diesem Misserfolg seine Stummfilmkarriere, die zwölf Jahre zuvor so hoffnungsvoll begonnen hatte. Erst mit dem Tonfilm kehrte er (in deutlich kleineren Rollen) wieder vor die Kamera zurück.

## Wissenswertes
Der Frauenmarder ist einer von drei Krimis rund um den Privatdetektiv Mac Derby, die der promovierte Jurist und Romanschriftsteller Reinhold Eichacker sich selbst auf den Leib geschrieben und 1924/25 durch die Münchner Orbis-Film produzieren ließ. Die beiden anderen Filme hießen Professor Nardi und Graf Greif.

## Kritik
Das Salzburger Volksblatt schrieb: „Eichacker … greift stark an die Nerven des Zuschauers, die Produktion … hält sich an Vorbilder der großen Kriminalfilme, deren Einfluß man auch in der Darstellung begegnet. An Abenteuerlichkeit werden diese Vorbilder zuweilen sogar übertroffen“.